# Juan Carrete Parrondo
Juan Carrete Parrondo (Madrid, 22 de marzo de 1944 - 2 de junio de 2023) fue un historiador del arte español, especializado en arte gráfico (grabado y litografía) y la gestión cultural.

## Trayectoria
Doctor por la Universidad Complutense de Madrid, profesor tutor de la Universidad Nacional de Educación a  Distancia. Fue secretario de la Revista Goya (Fundación Lázaro Galdiano). 
Publicó numerosos libros y artículos. Fue Director de la Calcografía Nacional, del Centro Cultural Conde-Duque, de Medialab Prado y de Intermediae-Matadero Madrid. Fue el principal impulsor del proyecto de Matadero Madrid, apoyando las distintas iniciativas desarrolladas allí, desde Intermediae hasta el programa artístico desde su responsabilidad en el Ayuntamiento de Madrid. Impulso así proyectos como "Itinerarios del sonido", comisariado por María Bella y Miguel Álvarez-Fernández, y desarrollado conjuntamente desde el Centro Cultural Conde-Duque y la Residencia de Estudiantes (donde formó parte del tribunal de selección de becarios).
Editor de la web Arte Procomún. Documentación y estudios para la Historia del Arte Gráfico que contiene el Diccionario artistas gráficos españoles y la Bibliografía actualizada sobre estampas españolas.
Son de destacar sus numerosos trabajos sobre Goya, como el monumental Goya. Estampas: grabado y litografía (2007).

## Reconocimientos
- En 2019 recibió la Medalla de Oro al Mérito en las Bellas Artes que otorga el Ministerio de Cultura.[2]
- En 2020 Premio Juan Andrés de Ensayo e Investigación en Ciencias Humanas, por su obra Madrid. Vida de la Puerta del Sol.[3]